# Спинокрил осмундоподібний
Спинокрил осмундоподібний (Fissidens osmundoides або Fissidens osmundioides) — вид мохів порядку дикранальних (Dicranales).

## Поширення
Батьківщиною є Європа, Північна Америка, Азія.

## Характеристика
Рослини дрібні, жовтувато-зелені. Облистнені стебла зазвичай прості, рідко гіллясті, 3.8–6.0 × 1.5–1.8 мм. Листків 7–10 пар; нижні листки розташовані більш-менш нещільно, а верхні густо; середні та верхні листки від подовжено-яйцеподібних до яйцеподібно-ланцетних, 1.1–1.3 × 0.4–0.5 мм; краї зубчасті; на верхівці часто мукронатні. Вил дводомний.